# Glekaprevir/pibrentaszvir
A glekaprevir/pibrentaszvir (G/P) kombináció, amely Mavyret és Maviret márkanéven van forgalomban, egy fix dózisú kombinált tabletta a hepatitis C kezelésére. A szer a hepatitis C-vírus (HCV) mind a 6 gyakori genotípusa ellen hatásos. Tizenkét hetes kezelést követően a vizsgált betegek 81-100%-ában a kórokozó jelenléte nem volt kimutatható.
Naponta egyszer, étkezés közben kell bevenni. A kezelés leggyakoribb mellékhatása a fejfájás, hasmenés és fáradtság. Azoknál, akiknek kórtörténetében hepatitis B volt, reaktiváció léphet fel. Mérsékelt vagy súlyos májbetegségben szenvedőknek szedése nem ajánlott. A glekaprevir az NS3/4A fehérje, míg a pibrentaszvir az NS5A blokkolásával fejti ki hatását a vírusban.
A hatóanyagkombinációt orvosi felhasználásra 2017-ben hagyták jóvá az Egyesült Államokban és Európában, szerepel az Egészségügyi Világszervezet (WHO) alapvető gyógyszerek listáján.

## Orvosi felhasználás
Az Egyesült Államokban a G/P-t felnőttek és 12 éves vagy idősebb, vagy legalább 45 kg testtömegű gyermekek kezelésére használják krónikus HCV 1–6 genotípusú betegeknél, mind májzsugor, mind kompenzált májzsugor esetén, akiket korábban HCV-vel nem kezeltek. Krónikus HCV 1-es genotípusú fertőzés kezelésére azoknál is alkalmazzák, akiket korábban NS5A-gátlóval vagy NS3/4A-gátlóval kezeltek, de nem mindkettővel egyszerre. A kezelés időtartama sok ember esetében 12 hétről 8 hétre rövidült 2019-ben.
Az Európai Unióban krónikus hepatitis C-ben szenvedő felnőttek és 12 éves vagy idősebb fiatalok kezelésére szolgál.

## Mellékhatások
A G/P ismert mellékhatásai a hepatitis B reaktivációja, és gyakrabban fejfájás, hányinger, fáradtság, hasmenés. Egy 12 531 esetet feldolgozó metaanalízis szerint az esetek 17,7%-ában jelentkezett a kezelés során valamilyen nemkívánatos hatás, 1,0%-ban súlyos hatás. Leggyakrabban viszketés, fáradtság és fejfájás fordult elő.

## Hatásmechanizmus
A glekaprevir gátolja az NS3/4A-t, egy szerin-proteázt, és a pibrentaszvir gátolja az NS5A-t, egy cinkkötő hidrofil foszfoproteint. Mindkét fehérje elengedhetetlen a HCV RNS-ének replikációjához, amely ezen a fehérjék gátlásakor már nem valósulhat meg.

## Kutatás
A klinikai vizsgálatok során kiderült, hogy a G/P hatékonyan lép fel a HCV mind a hat gyakori genotípusa ellen. Több mint 2300 hepatitis C-ben szenvedő beteg bevonásával végzett nyolc vizsgálat során az 1-es genotípusú, nem cirrotikus betegek 99%-a negatív volt HCV-re a 8 hetes, 97%-uk a 12 hetes kezelés után. Hasonló eredmények voltak a 2., 4., 5. és 6. genotípus kezelésében, míg a 3. genotípusú HCV betegek 95%-ának lett negatív tesztje.
Amennyiben más vírusellenes szerekkel való kezelés sikertelen a HCV fertőzés esetén, úgy mentőterápiaként alkalmazható a G/P szofoszbuvirral és ribavirinnel kombinálva. Habár a kezelt betegek jelentős hányadánál hatásosnak bizonyult ez a kombinált kezelés, a kevés esetszám miatt még további vizsgálatok szükségesek.
Súlyos veseelégtelenségben szenvedő betegek esetén is alkalmasnak bizonyult a HCV fertőzés kezelésére.

## Fordítás
Ez a szócikk részben vagy egészben  a   Glecaprevir/pibrentasvir című angol Wikipédia-szócikk ezen változatának fordításán alapul.  Az eredeti cikk szerkesztőit annak laptörténete sorolja fel. Ez a jelzés csupán a megfogalmazás eredetét és a szerzői jogokat jelzi, nem szolgál a cikkben szereplő információk forrásmegjelöléseként.